# Активне слухання
Активне слухання — це техніка ефективної комунікації, яка полягає у вмінні вислухати та відповісти співрозмовнику так, щоб він відчув, що його бачать, чують та розуміють. За такого способу комунікації на перший план виходить відображення та уточнення інформації, активніше використовується словесна форма, що допомагає пов'язувати окремі фрагменти розповіді, внаслідок чого реалізується розуміння. Активне слухання є основним інструментом в роботі медіатора. Завдяки цьому в медіації можна швидше досягти консенсусу.

## Передумови виникнення
Термін «активне слухання» вперше згадали у своїй статті з однойменною назвою Карл Роджерс та Річард Фарсон в 1957 році, яку було перевидано в 1987 році в книзі «Комунікація в бізнесі сьогодні».
Практика активного слухання також базується на концепції Роджерса про три сприятливі умови для ефективної комунікації: емпатію, щирість та безумовну повагу .
Карл Роджерс і Річард Фарсон у своїй праці про активне слухання наголошують на тому, що «Активне слухання є одним із найважливіших способів виклику змін в людях. Незважаючи на те, що слухання — це пасивний підхід, клінічні дослідження показують, що уважне слухання є найефективнішим засобом для індивідуальних змін особистості. Вміння уважно (активно) слухати змінює ставлення людей до себе та інших, змінює особисту філософію та допомагає переосмислити власні цінності. Люди, яких слухають у такий спосіб, стають більш емоційно зрілими, менш ворожо налаштованими та авторитарними» .

## Основні компоненти активного слухання
- Розуміння. Це спільний знаменник між cпіврозмовниками в процесі їх комунікації. Ефективного розуміння можна добитися за допомогою спеціальних стратегій слухання «зверху вниз» або «знизу вгору». Слухання зверху вниз включає в себе підготовку до того, яку саме інформацію, ймовірно, буде надано, спробу організації того про що йдеться та прослуховування з метою узагальнення або зміни теми [4].

Для слухання знизу вгору характерна уважність до наголошених слів, зокрема довші або голосніші слова.
Уважність полягає не тільки у вмінні слухати, але й в умінні реагувати з розумінням конкретних потреб або культурних норм. Наприклад, якщо людина спілкується із співрозмовником, що хворіє на аутизм, їй потрібно бути більш уважною і відмовитися від звичайних методів отримання інформації.
- Зберігання інформації. Це другий етап у процесі активного слухання. Важливе значення для процесу активного слухання має пам'ять. Оскільки в кожної людини є різні спогади, той, хто говорить, і той, хто слухає, можуть вкладати різні значення в те саме твердження. Неефективні методи зберігання інформації, такі як зубріння, можуть призвести до того, що інформація буде забута, оскільки наш мозок має обмежену здатність обробляти кілька речей одночасно. Людському мозку потрібно більше часу для ефективної обробки та зберігання наданої інформації, щоб успішно зберігати її в більш твердій формі пам'яті. Наприклад, доросла людина найкраще запам'ятовує інформацію, якщо має досвід у тому, про що йдеться та підтримує візуальний контакт із джерелом інформації, яку отримує [5].

- Відповідь. Відповідь співрозмовнику за умов активного слухання надається з використанням наступних прийомів: перефразування, уточнення, підсумку.

Перефразування полягає в поясненні співрозмовником того, що було сказано його словами.
Уточнення полягає у можливості співрозмовника переконатися, що він розуміє сказане, ставлячи запитання.
Підсумок — пропозиція стислого огляду того, що, на думку співрозмовника, є суттю та метою отриманої інформації .

## Техніки активного слухання
- Повна присутність в розмові

Активне слухання вимагає повної присутності в розмові. Це дозволяє зосередитися на сказаному. Бути присутнім означає слухати всіма своїми органами чуття (зір, слух тощо) і приділяти повну увагу співрозмовнику.
Щоб ефективно використовувати цю техніку активного слухання, слід не звертати увагу на відволікаючі фактори. Необхідно зосередитися на своєму співрозмовнику, а все інше повинно відійти на інший план.
- Звернення уваги на невербальні сигнали

Близько 65 % спілкування людини є невисловленим. Якщо звернути увагу на невербальні сигнали, можна багато що розповісти про людину та про те, що вона хоче сказати. Наприклад, якщо вона швидко розмовляє, це може бути ознакою того, що вона знервована або тривожна. Якщо людина говорить повільно, вона може бути втомленою або намагається ретельно підбирати слова.
Під час активного слухання не менш важливою є саме невербальна поведінка. Щоб показати людині свою налаштованість на розмову, слід використовувати розслаблену, не загрозливу мову тіла.
- Утримання зорового контакту

Під час активного слухання особливо важливо встановити зоровий контакт. Це дає іншій людині можливість зрозуміти, що її співрозмовник присутній і слухає те, що вона говорить. Це також показує, що співрозмовників ніщо не відволікає від розмови.
- Вміння ставити відкриті запитання

Запитання «так чи ні» часто призводять до незрозумілих відповідей. Це не корисно під час активного слухання, оскільки заважає розмові. Це також ускладнює по-справжньому вислухати іншу людину, оскільки з короткої відповіді неможливо отримати змістовну інформацію. Замість цього варто ставити відкриті запитання, щоб показати зацікавленість в розмові іншій людині. Приклади відкритих запитань, які можна використовувати під час активного слухання можуть бути:
1. Чи можете ви розповісти мені про це трохи більше?
2. Що ти думаєш про це?[7]

## Сфера застосування
Техніка активного слухання використовується для покращення особистого спілкування між людьми у різноманітних організаціях. Слухач відкидає власні емоції під час розмови, задає запитання, намагається перефразувати те, що говорить його співрозмовник з метою отримання розуміння того, що співрозмовник намагався йому сказати. Однією із перешкод активного слухання є відволікання, які розконцентровують увагу слухача. Ними зокрема є зовнішні чинники, такі як фоновий шум, фізичний дискомфорт, а також внутрішні фактори, наприклад думки про інші речі, що не є предметом розмови та відсутність зосередженості.
Ще однією перешкодою є неправильне тлумачення того, про що говорить оратор. Сюди можна віднести припущення щодо мотивів та «читання між рядків», а також передчасне оцінювання думки оратора, яке може виникнути через те, що слухач дотримується лише своєї суб'єктивної думки щодо предмету розмови.
Сильна незгода з почутим заважає здатності уважно слухати те, про що говорять. Тому важливими компонентами, що забезпечують зворотній зв'язок з мовцем під час активного слухання є зоровий контакт та відповідна мова тіла. Наголос та інтонація, яку використовує співрозмовник, також можуть допомогти слухачеві краще зрозуміти інформацію, ніж якщо вона була б зафіксована у письмовому вигляді.
Активне слухання застосовується в різноманітних ситуаціях, в тому числі у захисті громадських інтересів, медіації, репетиторстві, спілкуванні медичних працівників з пацієнтами, під час допомоги людям, схильним до самогубства, консультуванні, діяльності журналістів тощо. Його також можна застосовувати в невимушеній атмосфері або у невеликій розмові для досягнення порозуміння із співрозмовником.
Активне слухання також відіграє особливу роль в успіху лідера. Лідер має вибудовувати довіру та повагу оточуючих, тому саме майстерність володіння навичками активного слухання йому в цьому допомагає
.

## Переваги активного слухання
Навички активного слухання сприяють:
- Кращому налагодженню зв'язків. Людина почуваються комфортніше поряд з тим, хто її щиро слухає та справді зацікавлений у комунікації з нею. Така комунікація відкриває широкі перспективи для співпраці, поточні завдання здійснюються значно ефективніше та швидше.
- Виклику довіри до співрозмовника. Якщо співрозмовники можуть вільно поговорити про те, що їх цікавить, знають що їх не перебиватимуть чи засуджуватимуть, у них виникає довіра одне до одного.
- Глибокому розумінню різних тем та зміцненню своїх знань. Активне слухання дозволяє зробити навчання продуктивнішим. Запам'ятовуючи спеціалізовану інформацію, людина потім може легко згадати та правильно застосувати нові знання.
- Виявленню та усуненню проблем. Технологія активного слухання дозволяє легше бачити проблемні місця та труднощі у робочому процесі. Коли людина дійсно чує інших співрозмовників, вона аналізує та робить висновки з отриманої інформації. Їй простіше зіставити актуальні дані, знайти корінь проблеми та усунути її.
- Можливості не пропускати важливу інформацію. Застосовуючи активне слухання, людина активно взаємодіє зі своїм співрозмовником. Їй легше запам'ятати конкретні деталі розмови з ним. Це особливо актуально, якщо необхідно отримати інструкції, навчитися чомусь новому[11].

## Проблеми активного слухання
Навичок активного слухання навчитися нелегко. Це вимагає постійної практики, а іноді й зміни власних внутрішніх переконань.
Для ефективного активного слухання, потрібно мати щирий інтерес до співрозмовника. Якщо він удаваний, то співрозмовник швидко свідомо чи несвідомо це зрозуміє.
Активне слухання має суттєві ризики для мовця. Якщо людині вдасться глибоко відчути почуття свого співрозмовника, побачити світ таким як бачить його він, вона ризикує сама змінитися та побачити світ таким, яким його бачить її співрозмовник
.
Людині властиво дивитися на себе певним чином — бачити і чути лише те, що хочеться, тому їй надзвичайно важко розвинути щирий інтерес до співрозмовника.
Це можливо якщо вона готова ризикнути побачити світ з точки зору співрозмовника
.

## Застосування активного слухання у навчальному процесі
З метою ефективної комунікації у навчальному процесі, застосування технік активного слухання можливе тоді, коли учень приймає нові установки, правила під час подання вчителем навчального матеріалу. Фізично учень повинен намагатися підтримувати зоровий контакт із своїм вчителем. Зоровий контакт — це простий спосіб зосередитися на співрозмовнику та поліпшити концентрацію на інформації, яка передається.
Коли вчитель висловлює свої думки, учень не повинен його перебивати. Учні не повинні намагатися квапити вчителя, а натомість мають дати йому можливість закінчити думку. Після того, як вчитель закінчив висловлювати свої думки, учні повинні не соромитися ставити запитання, їх слід заохочувати спілкуватися зі своїм учителем щодо тем, які обговорювалися.
Учнів також слід навчити синтезувати. Синтез передбачає повторення учнем своїми словами сказаного вчителем. Учні повинні навчитися повторювати своїми словами те, що сказав їхній учитель. Вони можуть робити це самостійно або розмовляючи з учителем. Окрім того, учнів слід навчити, як розуміти інформацію в цілому. Важливо вловити деталі того, що намагається донести вчитель, але також важливо вміти визначити загальне повідомлення від нього. Лише приділяючи увагу всім цим факторам, учень зможе повністю зрозуміти урок.
.
Як учнів можна навчити застосовувати певні підходи до активного слухання, так і вчителі також можуть застосовувати певні техніки, які допоможуть залучити учнів до цього процесу. Перший і найважливіший крок — це налагодити зв'язок з учнями. Чим ближче учень до свого вчителя, тим більша ймовірність, що він уважно слухатиме під час шкільних уроків. Учитель стає не просто керівником у класі, а справжньою людиною, з якою учні можуть спілкуватися.
Вчитель також повинен звертати увагу, що глибоке слухання передбачає залучення, тому більше говорити не завжди найкраще. Іноді важливіше створювати уроки лаконічними та активно використовувати запитання і відповіді, щоб сприяти глибокому розумінню. Також вчителі повинні дозволяти учням говорити в розумних межах. Дозвіл учням говорити вголос про те, чого їх навчають, узагальнення того, чого вони навчилися, і обговорення проблем, може допомогти їм краще зрозуміти матеріал, якому їх навчали.
Вчителі повинні розробляти уроки таким чином, щоб вони заохочували активне слухання. Зокрема, можна виділяти частину уроку щодня, щоб учні могли перевіряти свої нотатки один з одним. Це надасть їм можливість синтезувати та взаємодіяти один з одним щодо навчального матеріалу. Під час уроку слід регулярно використовувати короткі завдання та перевіряти знання учнів. Якщо учні знають, що їх можуть попросити виконати вправу або відповісти на запитання в будь-який час, вони, швидше за все, будуть активно слухати своїх вчителів.
Хоча активне слухання важливе для учнів, воно також важливе й для вчителів. Вчителі можуть отримати значну користь від навчання навичкам активного слухання, які можуть застосовувати під час викладання. Особливо важливим активне слухання є у спілкуванні з батьками учнів. Вчителям регулярно доводиться спілкуватися з батьками та намагатися побудувати стосунки з ними, які сприятимуть кращим результатам для учнів. Активне слухання допомагає вчителям краще зрозуміти точку зору батьків. Воно необхідне для того, щоб допомогти зрозуміти, які запитання поставити батькам і мати можливість узагальнити їх проблеми.
Є кілька способів, за допомогою яких вчителі можуть застосувати активне слухання під час спілкування з батьками. Під час спілкування з батьками вчителі повинні звертати особливу увагу на невербальні сигнали, які подають батьки. Деякі батьки можуть відчувати себе не так комфортно, як інші, спілкуючись з вчителями, і вчителі повинні спробувати вловити деякі з цих сигналів. Вчителі повинні намагатися зрозуміти занепокоєння батьків незалежно від того, почуваються батьки комфортно чи ні.
Батьки, які почуваються комфортно з учителем, будуть більш охоче прислухатися до вчителя та застосовувати вдома практики, які сприятимуть навчанню їхніх дітей. Вони також частіше висловлюватимуть свої занепокоєння вчителям, що може допомогти їм застосувати спільний підхід до задоволення потреб учня.